# Past Times with Good Company
Past Times with Good Company — перший живий альбом англійської групи Blackmore's Night, який був випущений 22 жовтня 2002 року.

## Композиції
1. Shadow of the Moon - 10:56
2. Play Minstrel Play - 4:34
3. Minstrel Hall - 5:43
4. Past Time with Good Company - 7:04
5. Fires at Midnight - 12:28
6. Under a Violet Moon - 5:01
7. Soldier of Fortune - 4:21
8. 16th Century Greensleeves - 4:44
9. Beyond the Sunset - 5:28
10. Morning Star - 6:09
11. Home Again - 6:32
12. Renaissance Faire - 5:07
13. I Still Remember - 7:03
14. Durch den Wald zum Bachhaus - 3:11
15. Writing on the Wall - 6:00

## Склад групи
- Річі Блекмор — електрична і акустична гітара, мандоліна
- Кендіс Найт — вокал,
- Сер Роберт — бас, ритм-гітара
- Кармін Джоджліо — клавішні, вокал
- Сквайр Малколм — барабани
- Леді Ррейн — вокал
- Кріс Девайн — скрипка, мандоліна